# Tokyo Metropolitan Art Museum
Bảo tàng nghệ thuật Tokyo (tiếng Anh: Tokyo Metropolitan Art Museum (東京都美術館 Tōkyōto Bijutsukan) là một bảo tàng nghệ thuật ở Tokyo, Nhật Bản. Đây là một trong nhiều bảo tàng của Nhật Bản được hỗ trợ bởi chính phủ tỉnh. Hoàn thành vào năm 1975, bảo tàng mang cấu trúc hiện tại và do Maekawa Kunio thiết kế.
Bảo tàng nằm tiếp giáp với các trung tâm Ueno và Asakusa, nằm trong cái gọi là "Dãy núi Ueno", nơi đây tập trung các cơ sở văn hóa như bảo tàng và vườn thú, và là một phần của nhóm cơ sở văn hóa đặc trưng cho Tokyo.

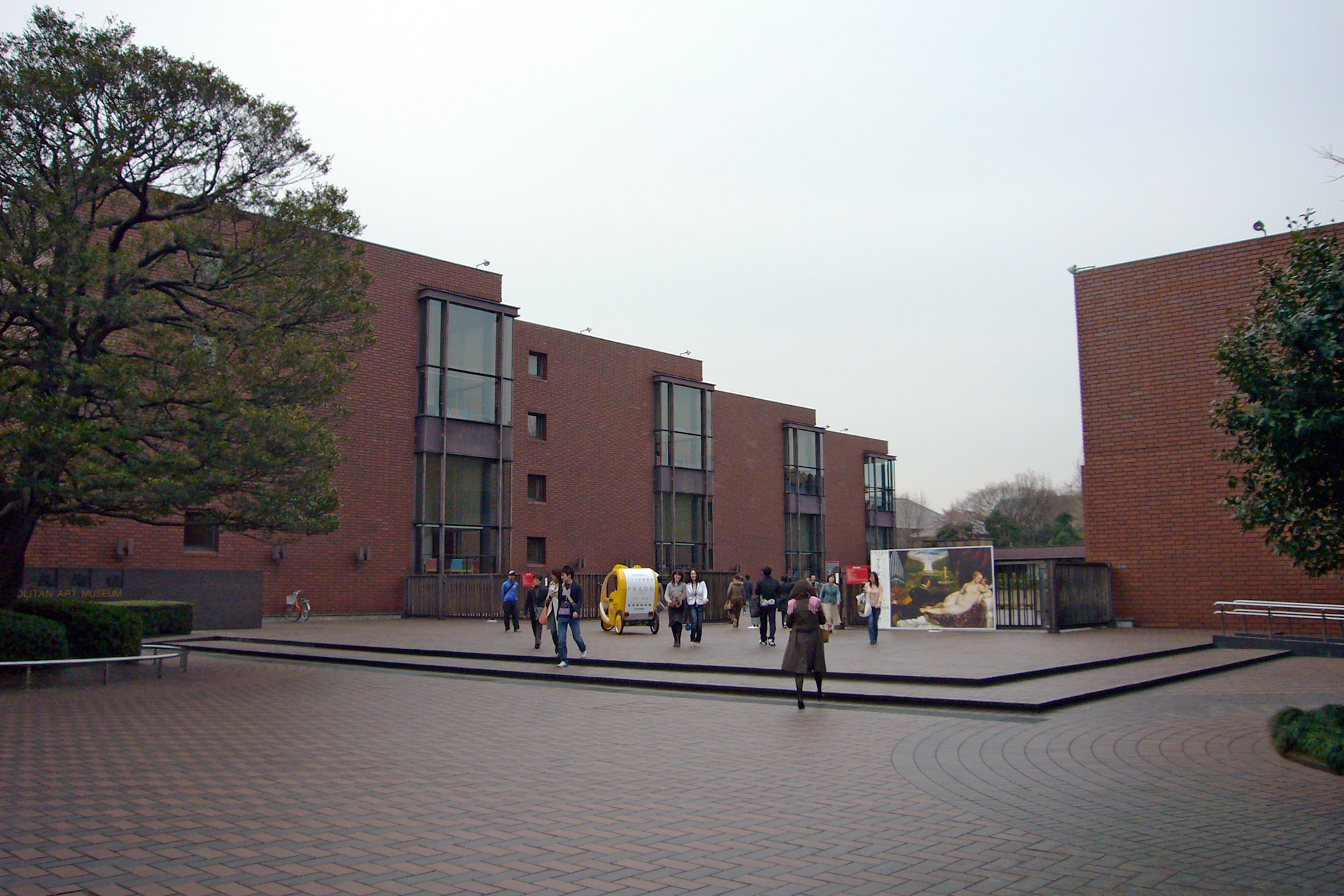
Bảo tàng nghệ thuật Tokyo

Bảo tàng nằm ở Công viên Ueno.

## Lịch sử
Trong thế giới nghệ thuật Nhật Bản từ cuối thời Minh Trị đến thời Chiêu Hòa, đã có rất nhiều cuộc thảo luận về sự cần thiết của các bảo tàng, đặc biệt là các bảo tàng nghệ thuật hiện đại trưng bày nghệ thuật đương đại như tranh Nhật Bản và tranh phong cách phương Tây từ thời Minh Trị trở đi. Ban đầu Bộ Giáo dục, Văn hóa, Thể thao, Khoa học và Công nghệ dự tính xây dựng một nhà triển lãm cho các tổ chức nghệ thuật khác nhau, nhưng cơ sở vật chất lúc này còn thiếu thốn. Kế hoạch xây dựng một bảo tàng nghệ thuật của Bộ Giáo dục đã bị thất bại do thiếu ngân sách.
Khi đó, Sato Keitaro, một thương gia buôn than ở thành phố Wakamatsu (nay là thành phố Kitakyushu), đã đề nghị quyên góp 1 triệu yên (tương đương 80 tỷ yên hiện tại) cho Tokyo để tài trợ cho việc thành lập bảo tàng, và Tokyo đã quyết định xây dựng một bảo tàng nghệ thuật. Được thiết kế bởi Shinichiro Okada, bảo tàng mở cửa năm 1926 với tư cách là bảo tàng nghệ thuật công cộng đầu tiên ở Nhật Bản với tên gọi Bảo tàng Nghệ thuật Tỉnh Tokyo. Với sự ra đời của Hệ thống Chính quyền Thủ đô Tokyo vào năm 1943, tên gọi hiện tại đã được đổi thành "Bảo tàng Nghệ thuật Thủ đô Tokyo".
Về khái niệm Bảo tàng Nghệ thuật Tỉnh, họa sĩ Kashiwatei Ishii đã lấy mô hình phòng triển lãm khổng lồ như Grand Palais ở Paris làm mẫu. Keitaro Sato, người đã quyên góp kinh phí cho việc xây dựng, muốn có một bảo tàng kiểu phương Tây để có thể bảo vệ các cổ vật, thu thập các tác phẩm một cách có hệ thống và trưng bày chúng thường xuyên.
Mặt khác, chính sách của chính quyền là làm cho phòng trưng bày nhằm tập trung vào các cuộc triển lãm. Từ các triển lãm của chính phủ cho đến các nhóm nghệ thuật trong lĩnh vực này, nó sẽ trở thành nơi để các nghệ sĩ thể hiện và các tác phẩm được trang trí ở đây cũng nhằm để công nhận những nghệ sĩ.